# Condat-sur-Vézère
Condat-sur-Vézère – miejscowość i gmina we Francji, w regionie Nowa Akwitania, w departamencie Dordogne, położona nad rzeką Vézère.
Według danych na rok 1990 gminę zamieszkiwało 907 osób, a gęstość zaludnienia wynosiła 55 osób/km² (wśród 2290 gmin Akwitanii Condat-sur-Vézère plasuje się na 465. miejscu pod względem liczby ludności, natomiast pod względem powierzchni na miejscu 679.).
W pobliżu miejscowości rzeka Coly wpływa do Vézère.